# Biblioteca Estadual da Baviera

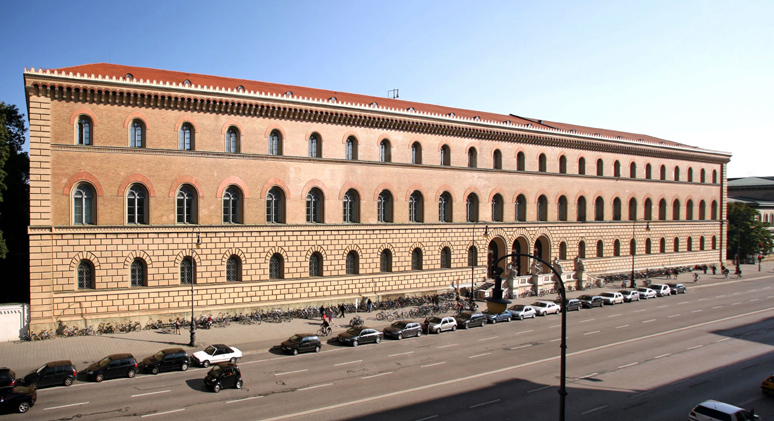

A Biblioteca Estadual da Baviera (em alemão: Bayerische Staatsbibliothek, abreviado para BSB), está localizada em Munique, é um das mais importantes bibliotecas da Europa. Com suas coleções atualmente com cerca de 9 milhões de livros, está entre as melhores bibliotecas de pesquisa em todo o mundo. Além disso, seus valores históricos abrangem uma das mais importantes coleções de manuscritos do mundo, a maior coleção mundial de incunábulos, bem como inúmeras outras importantes coleções especiais.